# NoHo
NoHo, acronimo di North of Houston Street (a Nord di Houston Street)  è un quartiere, principalmente residenziale, di Lower Manhattan a New York. 
Delimitato approssimativamente da Houston Street a sud, da Astor Place a nord, dalla Bowery a est, e dalla Broadway a ovest, è incuneata tra il Greenwich Village ad ovest e l'East Village.